# Ghosts of War
Ghosts of War – Geister des Krieges (auf Deutsch ursprünglich veröffentlicht unter dem Originaltitel R-Point und Ghost Soldiers) ist ein südkoreanischer Horrorfilm von Gong Su-chang aus dem Jahr 2004. Der Film spielt im Vietnamkrieg 1972. Die Dreharbeiten fanden größtenteils in Kambodscha statt.

## Handlung
Während des Vietnamkriegs 1972 erhält eine südkoreanische Militärbasis eine Funknachricht eines Soldaten, der für tot gehalten wurde. Lt. Choi Tae-in soll sich mit acht weiteren Soldaten auf den Weg machen, die vermissten Soldaten vom Romeo Point (R-Point) zu holen. Bei ihrer Ankunft treffen sie auf eine vietnamesische Frau mit Maschinenpistole, die sie jedoch ausschalten können. Kurz darauf findet die Truppe einen Denkmalstein, der auf einen Friedhof für Vietnamesen hinweist, die von chinesischen Soldaten getötet wurden. Sie finden ein leeres Anwesen, in dem sie zunächst Unterschlupf suchen. Doch dann beginnen unerklärliche Vorgänge.

## Rezeption
Ghosts of War lief am 20. August 2004 in den südkoreanischen Kinos an und hatte insgesamt mehr als eine Million Besucher. Der Film erhielt gemischte bis positive Kritiken. Jamie Woolley von der BBC vergibt 3 von 5 Sternen und bezeichnet Ghosts of War als atmosphärischen Schocker, dessen Handlung jedoch im Verlauf zunehmend verwirrt. Kim Newman von Empire vergibt die gleich Bewertung an den Film und zieht ein positives Fazit: Es seien bekannte Ideen verschiedene Genres effizient vermischt worden für ein gruseliges Erlebnis. Für Derek Elley von der Variety biete Ghosts of War frische für das koreanische Horrorgenre. Der Film sei emotional bewegend, letztlich entpuppe sich die Handlung allerdings als generisch und das Ende sei nicht überraschend.
Ein sehr positives Fazit zieht Mike Bracken von IGN. Als „einer der gruseligsten koreanischen Filme“ überzeuge Ghosts of War, in dem Vernunft und Wahnsinn sowie Fantasie und Realität verschwimmen. Die Leistung der Schauspieler sei exzellent. Letztlich sei der Film eine Mischung aus Full Metal Jacket (1987) und Apocalypse Now (1979) gepaart mit dem Motiv des heimgesuchten Dorfs der Project-Zero-Videospielreihe. Filmkritiker Kyu Hyun Kim bespricht dem Film ähnlich. Er besteche vor allem durch die hervorragende Leistung des Hauptdarstellers Kam Woo-sung. Es sein ein intelligenter Thriller, der mehr als nur Gänsehaut bietet. Im Lexikon des Internationalen Films ist zu lesen: „Kriegsfilm mit effektvollen Anleihen beim Horror- und Fantasy-Genre. Atmosphärisch dicht, aber mit austauschbaren Charakteren, die nie zur Identifikation einladen“.

## Auszeichnungen
- 2005: Daejong-Filmpreis in der Kategorie Beste Soundtechnik für Kang Joo-seok